# Hovězí maso

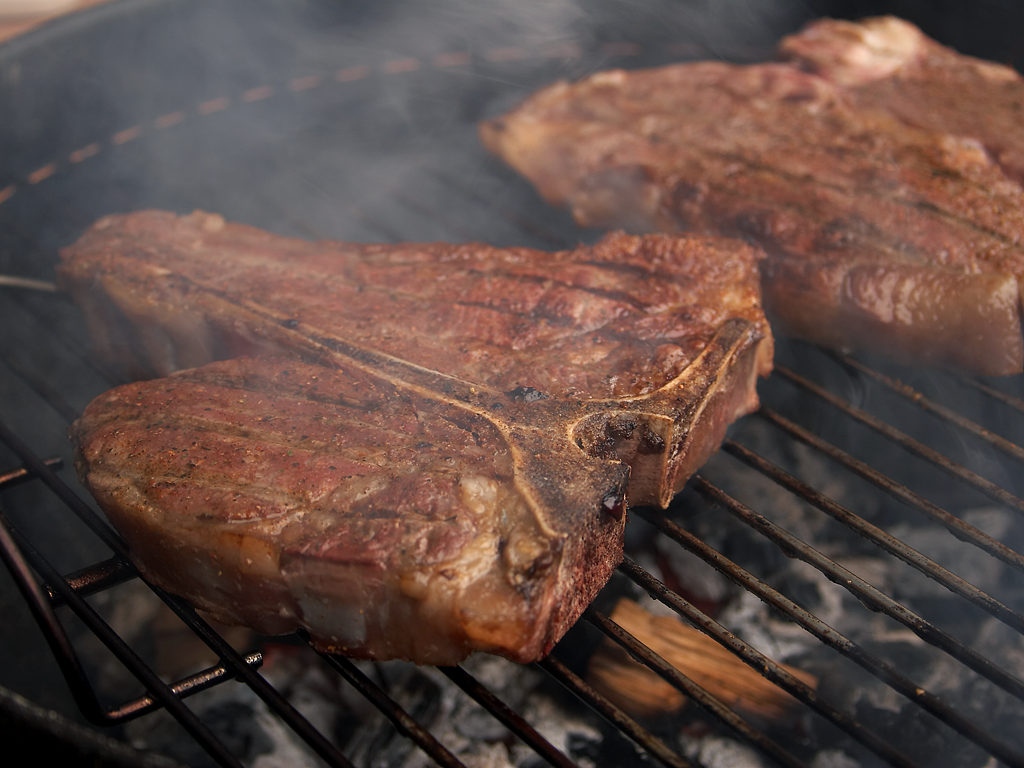
Hovězí maso

Hovězí maso je maso tura domácího. Jedná se o třetí nejčastěji používané maso v českých kuchyních (za vepřovým a kuřecím masem). Hovězí maso se dostává na stůl v mnoha různých úpravách: v celku (jako např. hovězí pečeně), nakrájené na plátky (např. steak nebo biftek), na drobné kousky (např. guláš) nebo mleté (karbanátek), ročně se jej v Česku průměrně zkonzumuje 10 kg na osobu.

## Charakteristika

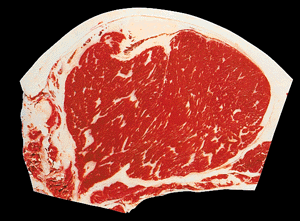
Příčný řez hovězím masem

Hovězí maso je charakteristicky cihlově červené, obsah svalového barviva a výsledná barva masa však dále závisí na věku poraženého zvířete – u mladých kusů je bledě červená, u starších kusů a zvláště býků tmavě červená
– dále na jeho pohlaví, živé hmotnosti, plemenné příslušnosti, fyzickému zatížení konkrétního svalu
a samozřejmě také na intenzitě a kvalitě výživy jatečného zvířete. Odstín se liší také podle toho, z jaké části těla maso pochází,
Výraznější zbarvení masa podporuje pohyb zvířete, krmení zelenou pící a vysoký obsah železa v krmné dávce, kastrace býků a intenzivní výkrm naopak vede ke světlejšímu odstínu masa.
V průběhu technologického zpracování a skladování jatečně opracovaného trupu je barva masa ovlivněna především pH – při pH nižším než 5,6 je maso světlejší, při pH vyšším než 5,8 naopak tmavne. Uvařením maso nabývá šedohnědé barvy.
Při běžném chladírenském skladování hovězí maso ve čtvrtích optimálně vyzraje za 10 až 14 dní.
Typická chuť a pach masa je ovlivněna přítomností těkavých mastných kyselin. Je zvláště výrazná u starších zvířat. S chuťovými vlastnostmi masa blízce souvisí šťavnatost a křehkost masa. Největší vliv na šťavnatost má pak schopnost masa udržet vodu (údržnost), vaznost a stupeň mramorování masa, křehkost je způsobena vysokým obsahem svalových bílkovin (hlavně aktinu a myosinu) a mramorováním masa, což není nic jiného, než vyšší obsah intramuskulárního tuku na úkor kolagenu a elastinu ve vazivové tkáni mezi svalovými vlákny. Maso od dobře vykrmených zvířat je tedy křehčí než maso od zvířat hubenějších.

### Složení hovězího masa
Hovězím masem v užším slova smyslu se myslí příčně pruhovaná svalovina, k ní přiléhající tkáně (kosti, tuková tkáň, pojivo, a to včetně nervové tkáně a krevních a mízních cév). Nejdůležitější a nejhodnotnější částí masa je svalová tkáň.
Jeho jakost je dána jemností svalových vláken,
obsahem tuku a jeho typem, podílem svalové tkáně a dalšími faktory.
Mladé kusy mají jemně vláknité maso, svalovina starších jedinců je hrubě vláknitá. Staří býci a dojnice mají nízký obsah intramuskulárního tuku, takové maso bývá tvrdší a méně chutné. U jalovic a volů naproti tomu dochází k brzkému ukládání všech typů tuku, který maso výrazně prorůstá, takže při řezu je vidět mramorování.
Vnitrosvalový tuk zřetelně zlepšuje chuťové vlastnosti masa, nashromáždí-li se však větší množství mezisvalového tuku, je to už vnímáno jako nežádoucí. Průměrný obsah tuku v jatečně opracovaných půlkách by proto neměl přesahovat 5,7–6,2 %,
libové hovězí maso obsahuje do 3 % tuku.
Hovězí maso je biologicky velmi hodnotné, má vysoký obsah esenciálních aminokyselin, železa a vitamínu B2. Je významným zdrojem kreatinu.
Nutriční profil kulinářsky a technologicky zpracovaného masa – dušená hovězí kýta, plátek 85 g
| výživová složka   | jednotka | množství |
| ----------------- | -------- | -------- |
| Energie           | kJ       | 920      |
| Bílkoviny         | g        | 24,00    |
| Tuky              | g        | 13,00    |
| Sacharidy         | g        | 0,00     |
| Kyselina linolová | g        | 0,40     |
| Vitamín A         | νg       | 6,00     |
| Thiamin           | mg       | 0,07     |
| Riboflavin        | mg       | 0,19     |
| Niacin            | mg       | 4,80     |
| Vitamín C         | mg       | 0.00     |
| Vápník            | mg       | 10,00    |
| Železo            | mg       | 3,00     |
| Draslík           | mg       | 272,00   |
| Fosfor            | mg       | 213,00   |

## Dělení hovězího masa

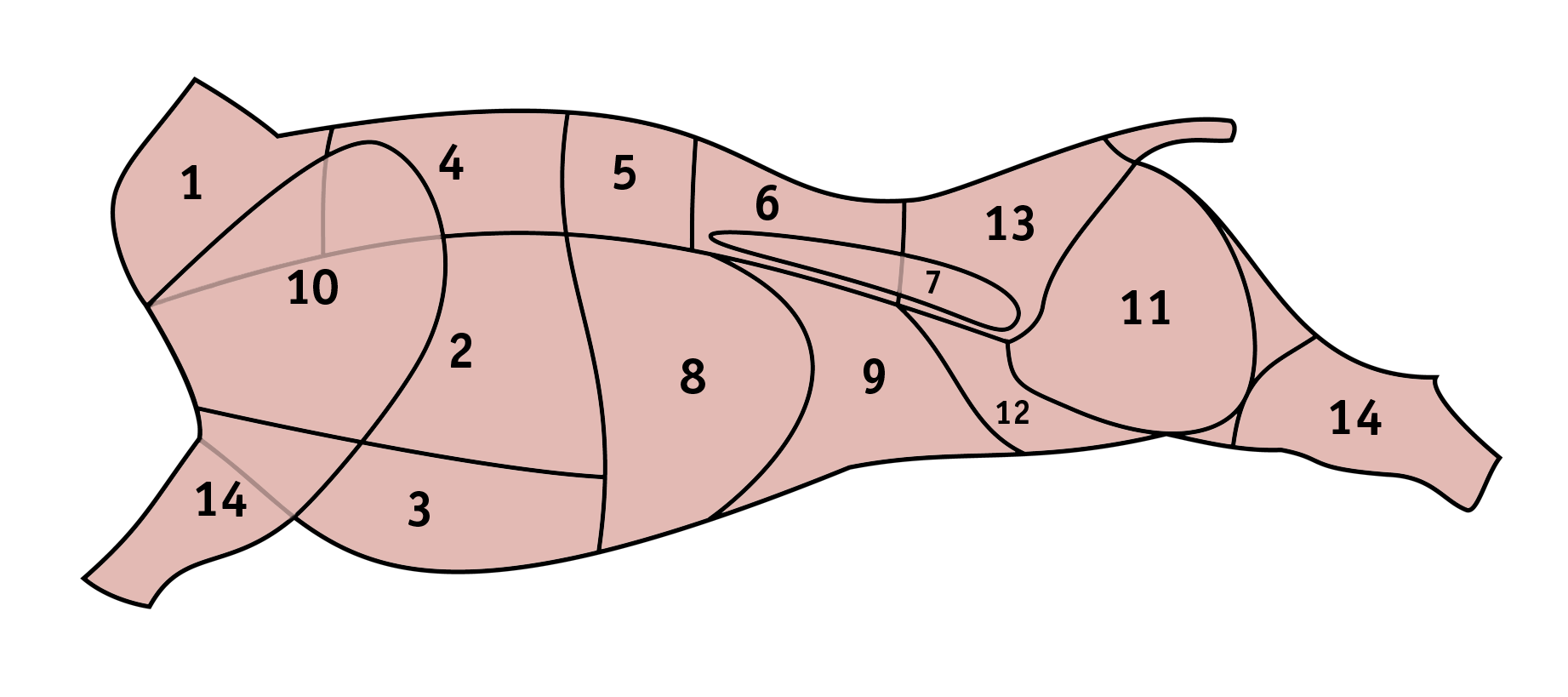
Schematické znázornění dílů hovězího masa

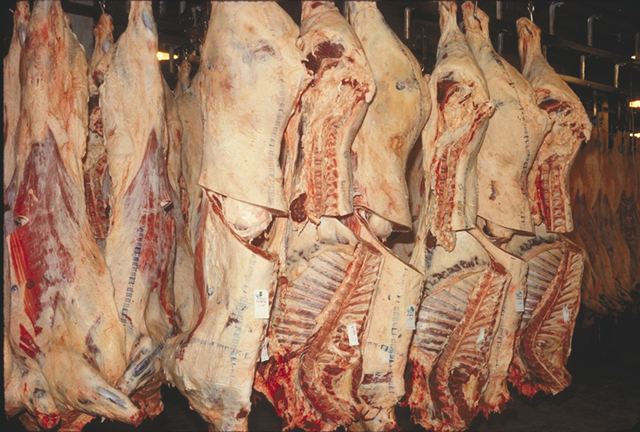
Hovězí půlky

Po rozporcování hovězí půlky se rozlišují různé díly hovězího masa.
1. Špička krku a krk
2. Vysoké žebro
3. Hrudí (obsahuje protučnělé maso)
4. Podplečí (má maso dlouhá vlákna, je málo porostlé tukem)
5. Vysoký roštěnec
6. Nízký roštěnec
7. Svíčková (podélný sval uložený pod bederními obratli; má nejjemnější a nejkřehčí maso)
8. Žebro (dělí se na pupeční žebro, vysoké žebro a nízké žebro)
9. Bok bez kostí
10. Plec (dělí se na kulatou plec, nazvývanou také „falešná svíčková“,[11], plochou plec a loupanou plec)
11. Kýta (dělí se na vrchní šál, spodní šál s karabáčkem a ořech)
12. Předkýtí
13. Špička kýty
14. Kližka (svaly jsou více prorostlé)

## Výroba

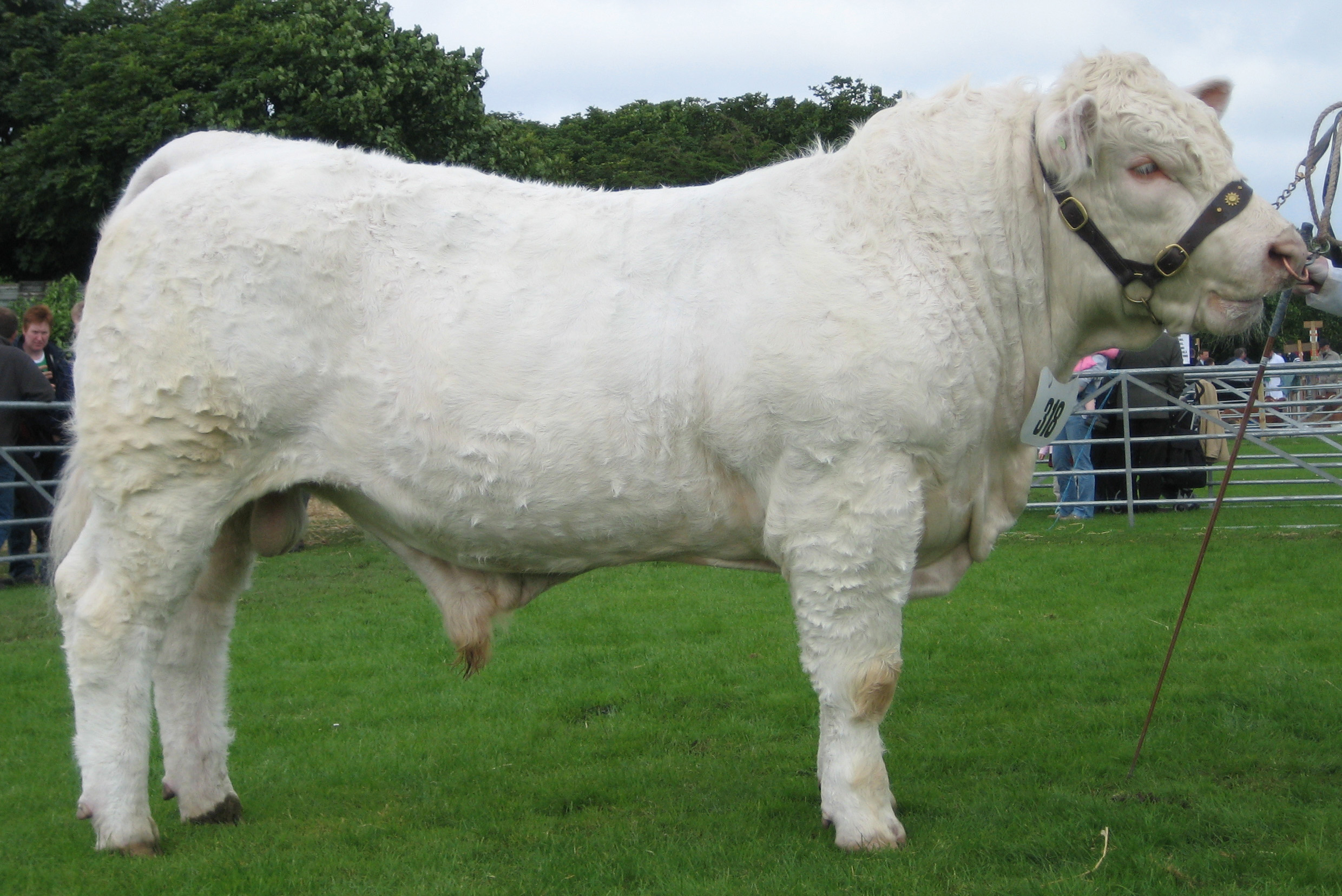
Býk masného plemene Charolais

Největšími producenty hovězího masa ve světě jsou USA, Brazílie a Čína. V Evropě jsou nejdůležitějšími producenty Francie, Německo a Itálie. Pro produkci hovězího masa se využívají specializovaná masná plemena nebo býci a jalovičky mléčných a kombinovaných plemen, které však mají nižší kvalitu masa, nižší přírůstky a vyšší spotřebu krmiva.

### V Česku

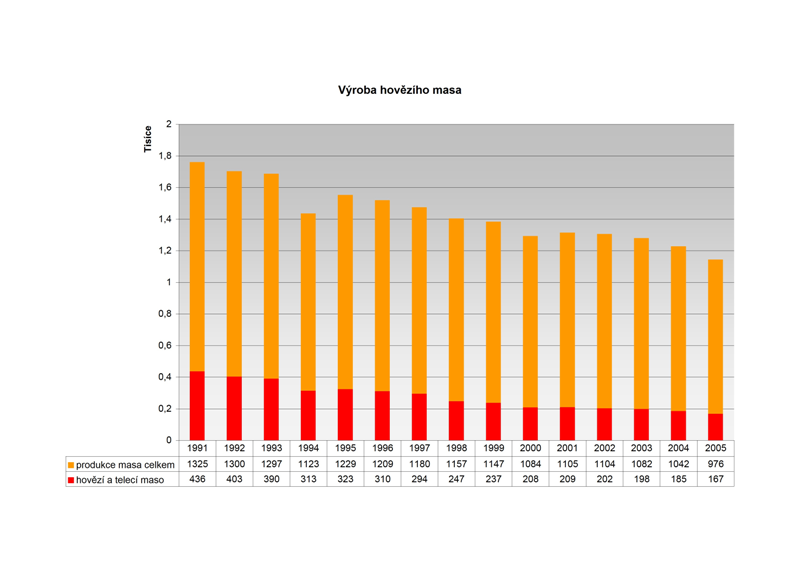
Výroba hovězího masa (vč. telecího) v tis. tun živé hmotnosti

| území                    | 2005   | 2006   | rozdíl | index v % |
| ------------------------ | ------ | ------ | ------ | --------- |
| Česko celkem             | 81 031 | 79 712 | −1319  | 98,4      |
| Praha a Středočeský kraj | 9 858  | 9 459  | −399   | 96,0      |
| Jihočeský kraj           | 10 556 | 11 479 | +923   | 108,7     |
| Plzeňský kraj            | 8 015  | 8 619  | +604   | 107,5     |
| Karlovarský kraj         | 870    | 768    | −102   | 88,3      |
| Ústecký kraj             | 2 466  | 2 604  | +138   | 105,6     |
| Liberecký kraj           | 1 669  | 1 798  | +128   | 107,7     |
| Královéhradecký kraj     | 6 320  | 5 637  | −683   | 89,2      |
| Pardubický kraj          | 11 107 | 11 389 | +282   | 102,5     |
| Vysočina                 | 11 630 | 10 330 | −1301  | 88,8      |
| Jihomoravský kraj        | 5 496  | 5 310  | −186   | 96,6      |
| Olomoucký kraj           | 3 758  | 3 600  | −158   | 95,8      |
| Zlínský kraj             | 6 017  | 5 784  | −234   | 96,1      |
| Moravskoslezský kraj     | 3 268  | 2 935  | −333   | 89,8      |

## Spotřeba

### V Česku
Spotřeba hovězího masa na jednoho obyvatele v hodnotě na kosti (v kg)

## Příprava
Z hovězího masa se připravuje mnoho nejrůznějších pokrmů. Zvláště oblíbené je v americké, britské, francouzské a české kuchyni, naproti tomu v kuchyni Středomoří a Asii se uplatňuje poměrně málo. Nejčastější úpravou je pečení vcelku: rostbíf nebo po nakrájení na plátky biftek, hovězí steak. V české kuchyni se používá především k přípravě polévky a guláše, z nejkvalitnějšího masa se dělá svíčková na smetaně. Méně kvalitní maso se připravuje jako mleté do hamburgerů a různých směsí, jako je např. chili con carne. Syrové hovězí maso je základem tatarského bifteku.

## Zdraví

### Nemoc šílených krav
V roce 1984 způsobilo krmení skotu masokostní moučkou epidemii BSE – bovinní spongiformní encefalopatie, lidově nemoci šílených krav, ve Velké Británii. Infekční nemoc se skrze infikované hovězí maso dostala do lidského potravního řetězce čímž vznikla nová varianta Creutzfeldtovy–Jakobovy nemoci. Toto neurodegenerativní smrtelné onemocnění mozku způsobuje prionová infekce. Předpokládá se, že největší riziko nakažení bylo v letech 1988–1999. Od roku 2000 se nemoc vyskytuje jen sporadicky. K roku 2020 bylo zaznamenáno 178 případů nvCJD ve Velké Británii a 50 dalších z různých zemí světa.

## Náboženské předpisy
Nakládání s hovězím dobytkem v Indii je obchodně rozděleno podle jeho statusu u náboženské komunity. Pro hinduisty je kráva posvátná a chovají je s plnou péčí. Jatky tohoto zvířectva jsou pak přidělena muslimské části obyvatelstva, které s jeho zpracováním problém nemá. Legislativa upravující tato pravidla leží na bedrech jednotlivých států. V některých je zabití či obchodování s hovězím zakázáno a k prosazení těchto úprav i v ostatních státech lobbuje nejedna organizace.

## Ekologie

### Produkce skleníkových plynů
Podle některých vědců a iniciativ je produkce hovězího masa oblastí potravinářství, která produkuje nejvyšší objem skleníkových plynů, zejména methanu, které pak přispívají ke globálnímu oteplování. Chov hovězího dobytka by měl způsobovat přibližně 60 % ekologické zátěže světové živočišné výroby a produkovat přibližně 20 % skleníkových plynů na Zemi. V roce 2017 uskutečnila americká organizace Natural Resources Defense Council výzkum, v němž srovnávala různé potraviny podle množství oxidu uhličitého, který se při jejich výrobě uvolňuje do ovzduší; hovězí maso se umístilo s 26,5 kg vyprodukovaného CO2 na kilogram masa nejhůře ze všech 197 srovnávaných potravin. Vysokou hodnotu způsobilo využívání pesticidů a hnojiv, při jejichž výrobě se využívají fosilní paliva, a také methan, který se vytváří v zažívacím systému hovězího dobytka. Podle jiných výpočtů by měla produkce jednoho kilogramu hovězího masa souhrnně vytvořit až 100 kg oxidu uhličitého.
Podle jiných zdrojů jsou statistiky, dokládající mimořádně negativní dopad na životní prostředí, nadsazené. Podle autora zprávy Organizace pro výživu a zemědělství Spojených národů z roku 2006 Henninga Steinfelda jsou vysoká čísla způsobena tím, že u skotu byl hodnocen komplexní životní cyklus, kdežto u jiných zdrojů emisí ne. Americká Agentura pro ochranu životního prostředí například uvedla, že v USA v roce 2016 se celé zemědělství podílelo na emisích skleníkových plynů devíti procenty, živočišná výroba přispívala 3,9 % emisí skleníkových plynů. Podle některých vědců byl obrovský nepoměr mezi hovězím masem a ostatními potravinami způsoben chybnou metodikou, kdy se produkce všech skleníkových plynů přepočítávala na ekvivalent oxidu uhličitého.

### Dopady na krajinu
Ve srovnání s chovem drůbeže vyžaduje produkce hovězího masa jedenáctkrát více vody a osmadvacetkrát více půdy. S chovem hovězího dobytka souvisí také pokračující likvidace deštných pralesů v oblasti Amazonie, včetně úmyslného zakládání požárů brazilskými farmáři.
Mnozí farmáři však namítají, že udržitelný chov hovězího skotu může krajině na mnoha místech planety spíše výrazně pomoci a je zásadní pro udržení zelené a příjemné krajiny, cestou k udržení čistých vod bez průmyslových chemikálií a především je tím nejefektivnějším způsobem k nasycení domácí populace. Teorii zakládají na tom, že neintenzivní, regenerativní hospodaření se spásači pomůže s vázáním atmosférického uhlíku v půdě, s půdní erozí, nedostatkem přírodních hnojiv a přesycením, eutrofizací vodních zdrojů, přičemž zákazy nebo zdanění masa označují za kontraproduktivní.